# Capulina contra los vampiros
Capulina contra los vampiros es una película de comedia y terror mexicana de 1971, dirigida y escrita por René Cardona y protagonizada por Gaspar Henaine «Capulina» y Rossy Mendoza. Esta película cuenta con el debut cinematográfico de la actriz, cantante, bailarina y vedette Rossy Mendoza. Ésta es la primera parte de una trilogía de películas de terror protagonizadas por Capulina en la noche de Halloween, seguida por Capulina contra las momias (1973) y Capulina contra los monstruos (1974).

## Argumento
El conde Draca vive con varias vampiras, pero muere al clavarse una lanza accidentalmente y queda estacado en el piso, mientras, una vampira contrata hombres fuertes para que saquen la lanza, pero ninguno logra sacársela y ella los mata dejándolos sin una gota de sangre, Capulina llega como sirviente y en una de sus torpezas saca la lanza y el conde revive, pero Capulina saca los colmillos a todos los vampiros y los hace beber leche en mamilas.

## Reparto
- Gaspar Henaine como Capulina
- Rossy Mendoza
- Aurelio Pérez "Chory"
- Carlos Agostí
- Juan Gallardo
- Armando Acosta
- Guillermo Hernández Jr.
- Francisco Meneses
- Violeta Corral como Vampira
- Sara Benítez como Vampira
- María Teresa León como Vampira
- Stephanie Lover como Vampira
- María Claudia Esquivel como Vampira
- Leonor Madera como Vampira
- Ivonne Govea (no acreditado)
- Rubén Márquez como Cliente de cantina (no acreditado)